# Podillea, Halîci
Podillea (în ucraineană Поділля) este o comună în raionul Halîci, regiunea Ivano-Frankivsk, Ucraina, formată numai din satul de reședință.

## Demografie
Componența lingvistică a comunei Podillea
     Ucraineană (100%)
Conform recensământului din 2001, toată populația comunei Podillea era vorbitoare de ucraineană (100%).